# Athemus incisus
Athemus incisus es una especie de coleóptero de la familia Cantharidae.

## Distribución geográfica
Habita en Nepal.